# Wasa Aktie Bank

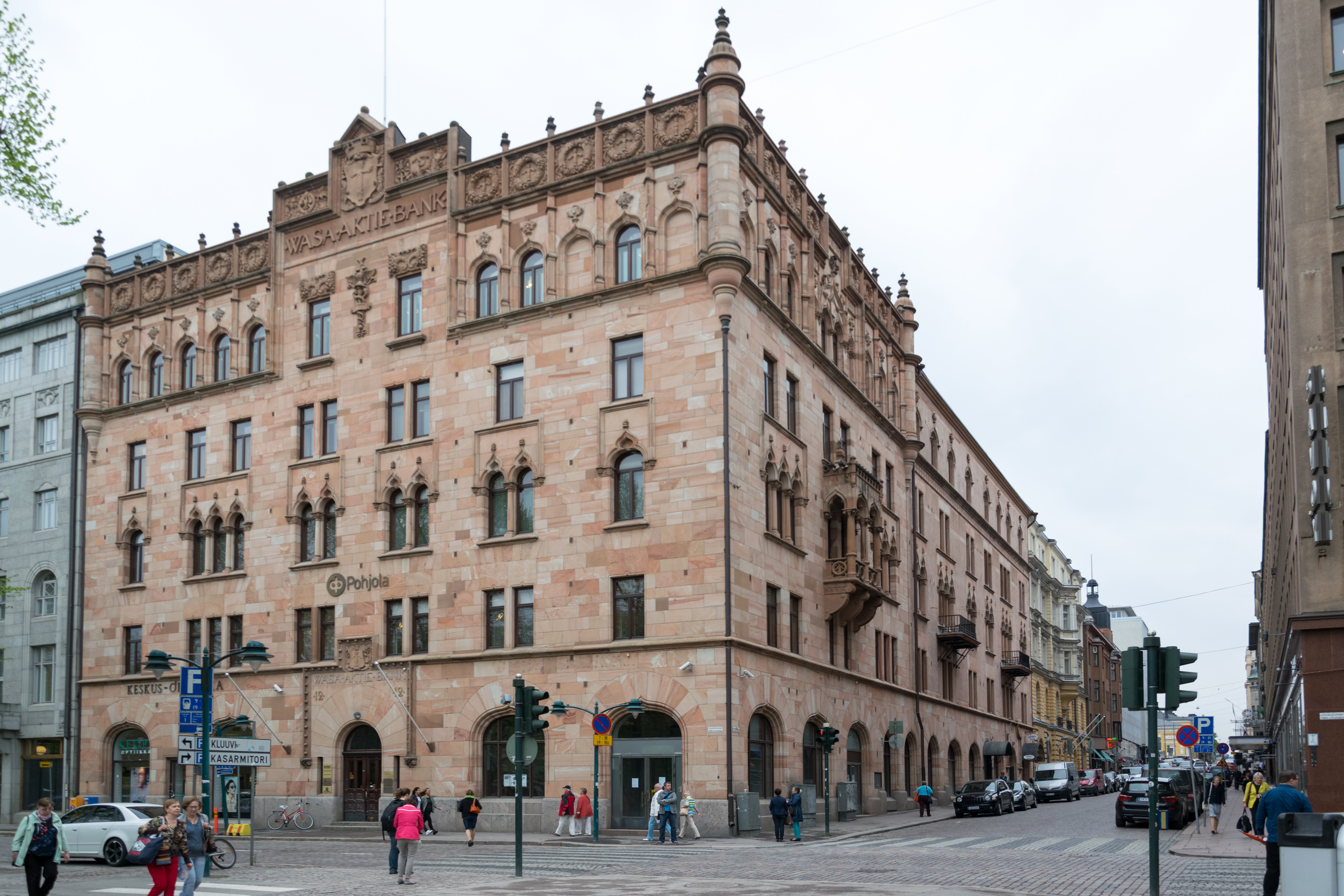
Wasa Aktie Bank

Wasa Aktie Bank var en finländsk affärsbank. Banken grundades i staden Vasa 1879. Banken hade huvudkontoret i Vasa och 23 filialkontor, varav ett (Wasa Aktie Banks hus) i Helsingfors, med depositioner på totalt över 160 miljoner finska mark 1920.
1920 slogs Wasa Aktiebank, Landtmannabanken från Helsingfors och Åbo Aktiebank från Åbo ihop till Unionbanken. Unionbanken blev en del av Helsingfors Aktiebank under 1930-talet och Helsingfors Aktiebank blev en del av Föreningsbanken i Finland 1986.